# Slow Train Coming
Slow Train Coming —en español: Lento tren llegando— es el decimonoveno álbum de estudio del músico estadounidense Bob Dylan, publ por la compañía discográfica Columbia Records en agosto de 1979. Fue el primer trabajo del músico tras su vinculación con la iglesia evangélica Vineyard Church y su conversión al cristianismo, y todas las canciones expresan su fe personal o la importancia de las enseñanzas y la filosofía cristianas, de forma similar a sus dos siguientes álbumes, Saved y Shot of Love. La grabación de Slow Train Coming, producida por Jerry Wexler, tuvo lugar en cinco sesiones de grabación en los Muscle Shoals Sound Studio de Muscle Shoals (Alabama) entre abril y mayo de 1979, con un grupo formado por Mark Knopfler, Pick Withers, Barry Beckett y Tim Drummond, además de las coristas Carolyn Dennis, Helena Springs y Regina Havis. 
Tras su publicación, Slow Train Coming obtuvo en general buenas críticas de la prensa musical. Según escribió Stephen Erlewine en su crítica para Allmusic: «El efecto secundario inesperado de su conversión es que dio a Dylan un enfoque que no tenía desde Blood on the Tracks, y su concentración se traslada a la música, que es tenue y directa como nunca desde aquel álbum». En el plano comercial, el álbum alcanzó la segunda posición en la lista de discos más vendidos del Reino Unido y la tercera en la lista estadounidense Billboard 200, países donde fue certificado como disco de platino y disco de oro por la RIAA y por la BPI respectivamente. Además, el sencillo «Gotta Serve Somebody» ganó el Grammy a la mejor interpretación vocal de rock masculina en la 22ª gala de los premios.

## Trasfondo
Tras llegar al número uno en los Estados Unidos con Blood on the Tracks y Desire, Dylan comenzó a sufrir las peores críticas de su carrera musical a partir de 1978. El estreno de Renaldo and Clara, un documental sobre la gira Rolling Thunder Revue de casi cuatro horas de duración, fue acompañado de numerosas reseñas negativas de la prensa cinematográfica, que la calificó como «incoherente, impenetrable, autoindulgente y vestida con tanta filigrana como para que sea prácticamente imposible de ver». Además, su éxito en taquilla fue escaso y le provocó al músico la pérdida de dos millones de dólares.
Su situación financiera derivada del fracaso de Renaldo and Clara le obligó a ofrecer una extensa gira por Estados Unidos, Europa, Australia y Japón. Dicha gira siguió al lanzamiento de Street Legal, un álbum criticado en particular por la prensa estadounidense, que lo acusó de tener una pobre producción y de incluir canciones con un lenguaje sexista. Las malas opiniones se extendieron a la nueva gira de Dylan, calificada por la prensa estadounidense como «Las Vegas Tour» debido al extenso grupo de acompañamiento y al uso de uniformes, emulando los últimos conciertos de Elvis Presley en la ciudad. Según Rob Stoner, miembro del grupo: «[Dylan] tenía en mente hacer algo como Elvis. Ese tamaño del grupo y los uniformes... Creo que él sabía inconscientemente que estaba cometiendo un gran error». A pesar de las críticas, la gira recaudó más de veinte millones de dólares, con los que Dylan reconoció pagar varias deudas: «Tuve un par de años malos. Puse un montón de dinero en la película, construí una casa grande... y cuesta mucho divorciarse en California».
Sin embargo, Dylan seguía demostrando un buen humor a pesar de las críticas. Según el músico: «Lo estaba haciendo bien. Había recorrido un largo camino solo en el año que estuvimos en la carretera». No obstante, la situación cambió el 17 de noviembre, durante un concierto en San Diego (California), el cual, según el biógrafo Clinton Heylin, «estaba demostrando ser muy exigente físicamente, pero entonces, [Dylan] quizás pensó que había tocado un concierto en Montreal un mes antes con 40,5 ºC de fiebre». Durante el concierto, un aficionado le arrojó una cruz que el músico llevó en su bolsillo durante varios conciertos y que sirvió como catalizador de su conversión al cristianismo.

## Conversión al cristianismo

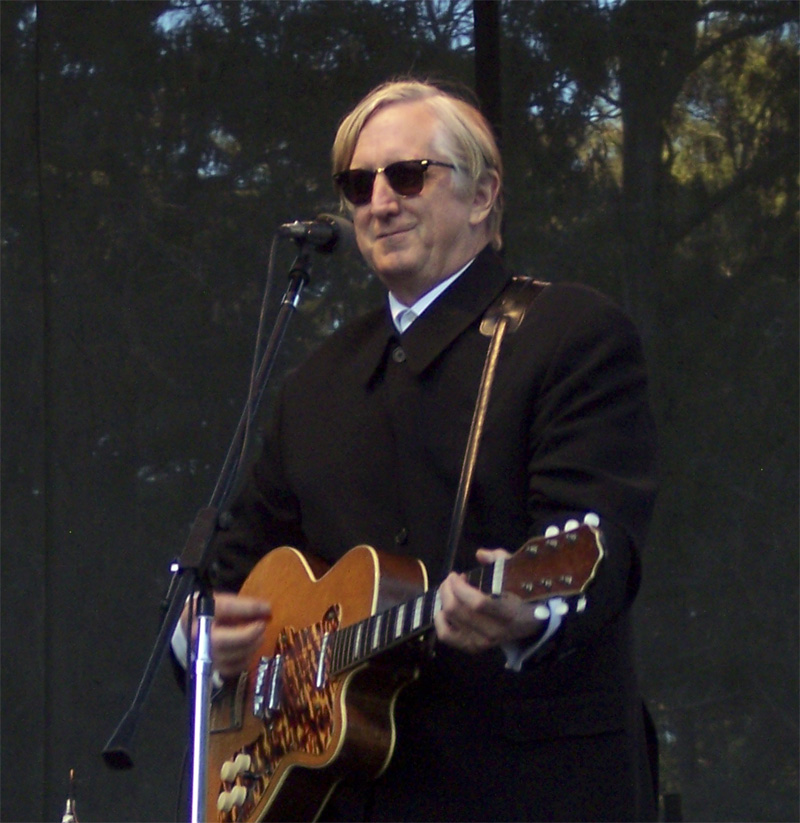
El músico T-Bone Burnett introdujo a Dylan en la Vineyard Fellowship, una iglesia evangélica

Aunque había estado influido por la lectura de la Biblia desde sus inicios musicales, Dylan no había otorgado excesiva importancia a la religión en su vida. Sin embargo, su situación personal y la presencia de músicos evangelistas en su grupo facilitaron su contacto con movimientos religiosos y su conversión como cristiano renacido. Durante su estancia en un hotel en Tucson (Arizona), Dylan creyó experimentar una visión de Cristo: «Jesús se apareció ante mí como rey de reyes y señor de señores. Había una presencia en la habitación que no podía ser nadie salvo Jesús... Puso su mano sobre mí. Fue algo físico. Lo sentí. Sentí todo mi cuerpo temblar. La gloria del Señor me tiró al suelo y me recogió». Según el biógrafo Clinton Heylin, dicha experiencia pudo ser provocada por el estado de ánimo de Dylan tras el fracaso de su matrimonio con Sara Lownds y las últimas críticas a su trabajo como músico: «A falta de un propósito en su vida personal desde el colapso de su matrimonio, llegó a creer que, cuando Jesús apareció, Él le rescató de una muerte prematura».
Dylan hizo pública su nueva fe durante las últimas semanas de la gira, en las cuales pudo ser visto con la cruz plateada que le habían arrojado al escenario, «un gesto poco usual para alguien que había crecido como judío», en palabras de Heylin. El biógrafo también destacó cambios en la letra de «Tangled Up in Blue», en la cual, «en lugar de tener a la misteriosa dama en el bar de striptease citando a un poeta del siglo XIV, estaba citando textos de la Biblia, en principio del Evangelio de Mateo, aunque poco a poco, los versos cambiaban, hasta que colocó un versículo del Libro de Jeremías: He aquí que vienen días, dice Jehová, en los cuales haré nuevo pacto con la casa de Israel y con la casa de Judá».
Dylan no estuvo solo en su despertar religioso. Steven Soles, David Mansfield y Helena Springs, miembros de su grupo, se habían unido al Vineyard Fellowship, una iglesia evangélica y neopentecostal a la que fueron introducidos por T-Bone Burnett. Según Springs: «Creo que [Dylan] tenía varios problemas... Solía llamarme y preguntarme, y eran preguntas con las que nadie podía ayudarle... Y le dije: "¿Nunca rezas?". Y él me dijo: "¿Rezar? ¿De verdad?". Empezó a preguntarme. Es una persona muy curiosa, que es algo bueno para buscar la verdad».
Bajo la dirección del Vineyard Fellowship, Dylan asistió a un curso trimestral impartido por la Vineyard School of Discipleship. Según el músico: «No había manera de que pudiera dedicar tres meses a esto. Pero un día estaba durmiendo y me senté en la cama a las siete de la mañana y me vi obligado a vestirme y a conducir a la escuela». Durante sus clases, Dylan conoció «la obra de Hal Lindsey, el hombre al que Dios en su infinita sabiduría había revelado el verdadero código del Apocalipsis. Aunque no era un santo, Lindsey estaba estrechamente asociado con la Vineyard Church. Su libro, The Late Great Planet Earth, se convirtió en la segunda Biblia de Dylan y añadió una visión apocalíptica a su mundo».
Al poco tiempo, Dylan comenzó a escribir canciones que reflejaban su nueva espiritualidad. Durante los ensayos de las últimas dos semanas de gira estrenó una nueva canción tituladad «Slow Train», y en el último concierto en Hollywood (Florida), introdujo «Do Right to Me Baby (Do Unto Others)». Según Heylin, la segunda «fue la primera canción escrita en torno a una sentencia de la Biblia; de hecho, un refrán atribuido directamente al propio Jesús: Así que, todas las cosas que queráis que los hombres hagan con vosotros, así también haced vosotros con ellos; porque esto es la ley y los profetas».
Según Heylin, la influencia de Lindsey se reflejó «en la creencia en un inminente fin, presente en casi todas las canciones que se encontraba escribiendo». En un concierto en 1979, Dylan dijo al público: «Sabéis que estamos viviendo el fin de los tiempos... La Biblia dice: "En los últimos días vendrán momentos difíciles. Pues los hombres serán egoístas, amigos del dinero, altivos, orgullosos, blasfemos, ingratos e impíos". Echad un vistazo a Oriente Medio. Nos dirigimos a una guerra. Os dije que los tiempos están cambiando y lo hicieron. Dije que la respuesta estaba soplando en el viento y así fue. No hay otro camino a la salvación. Jesús va a volver para establecer su reino en Jerusalén durante mil años». El biógrafo destacó que canciones como «Precious Angel», «Gonna Change My Way of Thinking», «When You Gonna Wake Up?» y «When He Returns», publicadas en Slow Train Coming, «recurrían al Libro de las Revelaciones. En los primeros meses de 1979, Dylan estaba escribiendo su álbum con más mensajes en dieciséis años. Esta vez, sin embargo, la búsqueda del milenio había superado a sus preocupaciones sociopolíticas».

## Grabación

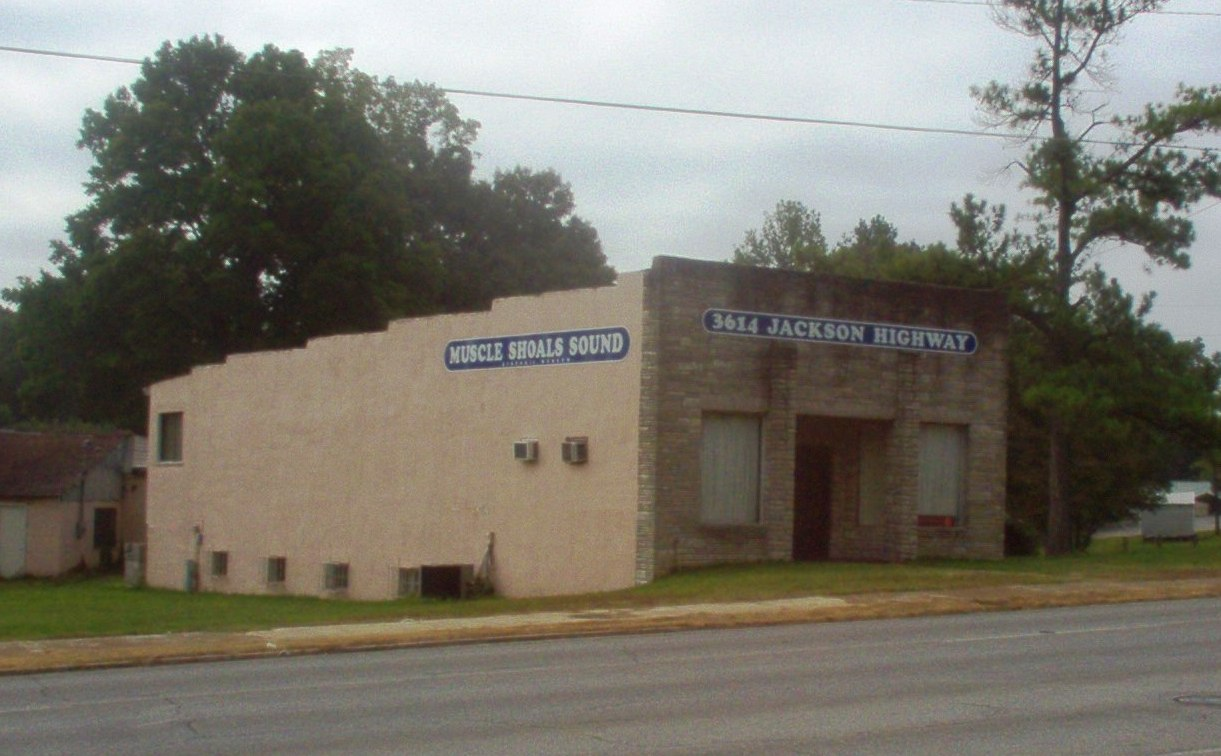
Los estudios Muscle Shoals Sound de Muscle Shoals, Alabama, donde Dylan grabó Slow Train Coming

La grabación de Slow Train Coming tuvo lugar en los Muscle Shoals Sound Studios de Muscle Shoals (Alabama) en cinco días entre abril y mayo de 1979. El álbum contó con la participación de Mark Knopfler, líder y guitarrista de Dire Straits, a quien Dylan conoció en un concierto del grupo en el Roxy Theatre de Los Ángeles el 29 de marzo. Tras el concierto, Dylan le preguntó si le gustaría participar en su nuevo álbum. Poco después, el músico contactó con Jerry Wexler, un productor de soul conocido por sus trabajos con artistas como Aretha Franklin, Wilson Pickett, Percy Sledge y Dusty Springfield. El biógrafo Clinton Heylin escribió sobre Wexler: «Sinónimo de un pequeño estudio de Sheffield, las grabaciones de Wexler para Atlantic en los años sesenta definieron el Muscle Shoals Sound».
Al igual que Knopfler, cuando Wexler aceptó producir Slow Train Coming, no conocía la naturaleza del material que le esperaba. Al respecto, el productor comentó: «Naturalmente, yo quería hacer el álbum en Muscle Shoals, pero decidimos prepararlo en Los Ángeles, donde Bob vivía. Fue entonces cuando me enteré de lo que trataban las canciones: cristianos renacidos en el viejo corral... Me gustó la ironía de Bob viniendo a mí, el judío errante, para obtener el sentimiento de Jesús... No tenía ni idea de que estaba en ese viaje de cristiano renacido hasta que intentó evangelizarme. Le dije: "Bob, estás tratando con un judío ateo de sesenta y dos años. No tengo esperanza. Vamos a hacer un álbum".». Cuando viajaron a Alabama para empezar a grabar, Dylan solo retuvo a las coristas Helena Springs y Carolyn Dennis de su anterior grupo durante la gira mundial de 1978. Junto a Knopfler, el grupo se completó con la contratación del bajista Tim Drummond, el batería Pick Withers, el teclista Barry Beckett y los Memphis Horns, elementos clave del sonido Muscle Shoals.
La primera sesión tuvo lugar el 30 de abril, en la cual el grupo grabó varias tomas de «Trouble in Mind», una canción no incluida finalmente en Slow Train Coming y publicada solo como cara B del sencillo «Gotta Serve Somebody». Durante la sesión, Wexler criticó a Dylan por vocalizar innecesariamente, mientras que el músico se negó a usar auriculares, insistiendo en que perseguía un sonido más «directo». Según Wexler: «Bob comenzó a tocar y a cantar con el resto de músicos. Estábamos en las primeras etapas de construcción de arreglos; era demasiado pronto para que cantara, pero cantó de todos modos en cada toma. Al final lo convencí para que no cantara hasta más tarde, cuando los arreglos tomasen forma y los músicos pudiesen colocar sus instrumentos alrededor de y no contra Bob».
A medida que las sesiones avanzaban, las técnicas de Wexler fueron más complacientes. Una vez realizados los arreglos, Dylan pudo centrarse en grabar las pistas de voz mientras se sobregrababan otros instrumentos. Según Heylin: «Las pistas básicas con la voz principal intacta fueron grabadas antes de que Dylan alcanzase su umbral de aburrimiento. Añadir y rehacer partes de bajo, guitarras acústicas, eléctricas, coros, órganos, pianos y percusión hubiese requerido su propio conjunto de sesiones, pero para entonces Dylan podía ser un observador interesado». La segunda sesión produjo de este modo una toma maestra de «Precious Angel», con partes sobregrabadas de bajo, guitarra, órgano y vientos una semana después, y de «No Man Righteous (Not No One)», descartada de Slow Train Coming.
Tal y como señaló Heylin, Dylan también abandonó su «práctica habitual de grabar canciones sin enseñarlas a los músicos». En este sentido, Wexler comentó: «Bob podía ir al piano o a la guitarra, simplemente cantar o tocar el fondo hasta tener una forma aproximada en nuestras cabezas, y luego la banda solía comenzar a tocarla. Tan pronto como sonaba bien, Bob y las chicas empezaban a cantar». A diferencia de sus anteriores trabajos, las sesiones de Slow Train Coming fueron eficientes después de un comienzo lento, y las pistas básicas de las diez canciones restantes se grabaron en apenas sesiones de tres horas de duración durante el curso de tres días. Además, las tomas maestras de «I Believe in You» y «Gonna Change My Way of Thinking» fueron grabadas en la primera toma.
La última canción grabada fue «When He Returns», la cual había sido planeada para que fuese cantada por Springs o Dennis. Sin embargo, después de grabar una guía vocal, respaldada por Beckett al piano, el músico reconsideró la idea original. Tal y como sugirió Heylin, «el estridente acompañamiento de Beckett le hizo pensarlo de nuevo». Dylan practicó cantando «When He Returns» durante una noche antes de grabar ocho tomas de su voz sobre la pista original de piano. La última toma, descrita por Heylin como «quizás la voz de estudio más fuerte de Dylan desde "Visions of Johanna"», fue seleccionada como toma maestra.

## Canciones descartadas
Además de las nueve canciones de Slow Train Coming, Dylan grabó durante las sesiones varias canciones que fueron descartadas y archivadas:
- «Trouble in Mind». Fue publicada como cara B del sencillo «Gotta Serve Somebody» en agosto de 1979.[29]
- «Ye Shall Be Changed». Fue incluida en el recopilatorio The Bootleg Series Volumes 1–3 (Rare & Unreleased) 1961–1991 en 1991.[30]
- «Ain't No Man Righteous, No Not One». Fue interpretada solo tres veces en directo entre 1979 y 1980 y versionada por el grupo de reggae Jah Malla, pero ninguna toma grabada durante las sesiones ha sido publicada en un lanzamiento oficial de Columbia Records.[31]

## Recepción
En junio de 1978, con el álbum virtualmente acabado, Columbia Records ofreció a la Capitol Radio de Londres un disco promocional con la canción «Precious Angel», estrenado en el programa de Roger Scott. Un mes después, con el álbum listo para su publicación, varias copias preliminares de Slow Train Coming comenzaron a circular entre la prensa musical. Entre los medios de comunicación, la revista New Musical Express publicó un artículo con el titular: «Dylan y Dios – Es oficial».
Tras su publicación, Slow Train Coming obtuvo en general reseñas positivas de la prensa musical. Robert Christgau, en su crítica para Village Voice, le otorgó una calificación de B+, destacó las letras «elaboradas» y comentó: «Sin embargo, este es su mejor álbum desde Blood on the Tracks. La voz es apasionada y detallada». En su crítica para la revista Rolling Stone, Jann Wenner lo definió como «el mejor disco de Dylan desde The Basement Tapes, grabado con The Band en 1967 pero no publicado hasta 1975. Cuanto más escucho el nuevo disco, al menos cincuenta veces desde comienzos de julio [de 1978], más siento que es uno de los mejores discos que Dylan haya hecho. Con el tiempo, es posible que incluso pueda ser considerado su mejor álbum». Bill Flanagan de Entertainment Weekly le otorgó una calificación de B+ y escribió: «El primer disco cristiano de Dylan fue un éxito: pero pudo haber tenido menos que ver con letras de cristiano renacido que con la afilada producción, el potente canto y el nítido trabajo de Dire Straits como banda de acompañamiento de Dylan».
No obstante, Slow Train Coming también recibió críticas negativas: según el crítico musical Charles Shaar Murray, Dylan nunca ha parecido más perfecto ni más impresionante que en este álbum. También nunca ha parecido tan desagradable y tan lleno de odio». Greil Marcus escribió que «las verdades recibidas de Dylan no amenazaban al no creyente, solo le relajaban el alma» pero acusó al músico de «vender una doctrina preenvasada que ha recibido de otra persona». Según Clinton Heylin, «Marcus aisló el mayor defecto de Slow Train Coming, un subproducto inevitable de su determinación para capturar la inmediatez de la nueva fe en una canción».
A nivel comercial, Slow Train Coming alcanzó la tercera posición de la lista Billboard 200 y supuso el último éxito comercial de Dylan en los Estados Unidos en casi dos décadas, durante las cuales no volvió a entrar en el top 10. Además, superó el millón de copias vendidas en el país, por lo que la RIAA lo certificó como disco de platino. En el Reino Unido, llegó al segundo puesto de la lista UK Albums Chart y fue certificado disco de oro, mientras que en Australia, Noruega y Nueva Zelanda llegó a la primera posición de las listas de discos más vendidos. Además, la revista Village Voice lo situó en el puesto 38 de la lista Pazz & Jop con los mejores discos anuales. Por otra parte, el sencillo «Gotta Serve Somebody» llegó al puesto 24 en la lista Billboard Hot 100 y ganó el Grammy en la categoría de mejor interpretación vocal de rock masculina.
El 18 de octubre de 1979, Dylan promocionó el álbum con su primera y única aparición en el programa de televisión Saturday Night Live, donde tocó «Gotta Serve Somebody», «I Believe in You» y «When You Gonna Wake Up». El 1 de noviembre, comenzó una larga residencia de conciertos en el Fox Warfield Theater de San Francisco (California) durante la cual tocó un total de catorce fechas con el apoyo de un nuevo grupo de acompañamiento. Los conciertos fueron el comienzo de una nueva gira de seis meses por Norteamérica en la se negó a tocar composiciones antiguas y material secular. Aunque el pastor Larry Myers le había asegurado que no eran un sacrilegio, Dylan dijo que «no iba a cantar ninguna canción que no me hubiera dado el Señor para cantar».

## Lista de canciones
Todas las canciones escritas y compuestas por Bob Dylan. 
| Cara A |                                   |          |  |
| N.º    | Título                            | Duración |  |
| 1.     | «Gotta Serve Somebody»            | 5:22     |  |
| 2.     | «Precious Angel»                  | 6:27     |  |
| 3.     | «I Believe in You»                | 5:02     |  |
| 4.     | «Slow Train»                      | 6:00     |  |
| 5.     | «Gonna Change My Way of Thinking» | 5:25     |  |

| Cara B |                                        |          |  |
| N.º    | Título                                 | Duración |  |
| 6.     | «Do Right to Me Baby (Do Unto Others)» | 3:50     |  |
| 7.     | «When You Gonna Wake Up»               | 5:25     |  |
| 8.     | «Man Gave Names to All the Animals»    | 4:23     |  |
| 9.     | «When He Returns»                      | 4:30     |  |

## Personal
| Músicos - Bob Dylan: voz y guitarra - Barry Beckett: teclados y percusión - Pick Withers: batería - Tim Drummond: bajo - Mark Knopfler: guitarras - Muscle Shoals Horns: sección de vientos - Carolyn Dennis: coros - Helena Springs: coros - Regina Havis: coros - Harrison Calloway: arreglos - Mickey Buckins: percusión | Equipo técnico - Barry Beckett: productor - Harrison Calloway: arreglos - Gregg Hamm: ingeniero de sonido - Bobby Hatta: masterización - Wm. Stetz: diseño de portada - Jerry Wexler: productor - Paul Wexler: supervisión de masterización - David Yates: ingeniero asistente |

## Posición en listas
| País                | Lista                   | Posición |
| ------------------- | ----------------------- | -------- |
| Australia           | ARIA Albums Chart       | 1        |
| Alemania Occidental | Media Control Charts    | 22       |
| Austria             | Ö3 Austria Top 40       | 11       |
| Estados Unidos      | Billboard 200           | 3        |
| Noruega             | VG-lista Albums Chart   | 1        |
| Nueva Zelanda       | New Zealand Music Chart | 1        |
| Países Bajos        | Mega Albums Top 100     | 5        |
| Reino Unido         | UK Albums Chart         | 2        |
| Suecia              | Swedish Albums Chart    | 2        |

| Sencillo               | País           | Lista             | Posición |
| ---------------------- | -------------- | ----------------- | -------- |
| «Gotta Serve Somebody» | Estados Unidos | Billboard Hot 100 | 24       |

## Certificaciones
| País           | Organismo certificador | Certificación | Ventas certificadas | Ref.   |
| -------------- | ---------------------- | ------------- | ------------------- | ------ |
| Estados Unidos | RIAA                   | Platino       | 1 000               | [ 40 ] |
| Canadá         | CRIA                   | Platino       | 200 000             | [ 54 ] |
| Reino Unido    | BPI                    | Plata         | 60 000              | [ 55 ] |